# Lijst van beelden in Beuningen
Dit is een (onvolledige) chronologische lijst van beelden in Beuningen. Onder een beeld wordt hier verstaan elk driedimensionaal kunstwerk in de openbare ruimte van de Nederlandse gemeente Beuningen, waarbij beeld wordt gebruikt als verzamelbegrip voor sculpturen, standbeelden, installaties, gedenktekens en overige beeldhouwwerken.
Voor een volledig overzicht van de beschikbare afbeeldingen zie: Beelden in Beuningen op Wikimedia Commons. Met lichtgrijze achtergrond verdwenen beelden.

## Beuningen
| Geplaatst | Omschrijving                              | Kunstenaar                 | Straat                                             | Plaats    | Materiaal   | Afbeelding |
| --------- | ----------------------------------------- | -------------------------- | -------------------------------------------------- | --------- | ----------- | ---------- |
| 1920      | Heilig Hartbeeld                          | Gerd Brüx                  | Dorpssingel / Van Heemstraweg                      | Beuningen | kalksteen   |            |
| 1965      | Hart van Beuningen                        | Huub en Adelheid Kortekaas | Van Heemstraweg / Schoolstraat                     | Beuningen | polyester   |            |
| 1983      | De Cirkel                                 | Anneke van Bergen          | Leigraaf/Schoenaker                                | Beuningen |             |            |
| 1984–?    | Opvliegende vogel                         | Pim van Moorsel            | Van Heemstraweg 46? (Gemeentehuis)                 | Beuningen |             |            |
| 1986      | Sprieten                                  | Anneke van Bergen          | Dijk/Waardhuizenstraat                             | Beuningen |             |            |
| 1987      | Zittend blad                              | Huub en Adelheid Kortekaas | Van Heemstraweg/Schoenaker                         | Beuningen | cortenstaal |            |
| 1992      | De Vogelman/Staande figuur (rotondekunst) | Ronald Tolman              | Wilhelminalaan/Koningstraat                        | Beuningen |             |            |
| 1994      | Tageskörper (rotondekunst)                | Peter van de Locht         | Van Heemstraweg/Wilhelminalaan                     | Beuningen |             |            |
| 1995      | Stromingen                                | Jeroen Melkert             | Van Heemstraweg/Haagstraat                         | Beuningen | dolomiet    |            |
| 1995      | Atrium                                    | Adri Verhoeven             | Heuvepark                                          | Beuningen |             |            |
| 1996      | Spiegelhuis (rotondekunst)                | Hans van den Ban           | Wilhelminalaan/Thujapark                           | Beuningen |             |            |
| 1996      | Watertempel                               | Huub en Adelheid Kortekaas | Rijksweg 73/Schoenaker                             | Beuningen | cortenstaal |            |
| 1997      | Lotje                                     | Paul de Swaaf              | De Balmerd, (Park den Blanckenburgh)               | Beuningen |             |            |
| 2000      | Marysa                                    | Paul de Swaaf              | Julianaplein                                       | Beuningen |             |            |
| 2000      | Het gele duivenhuis                       | Amy van Son                | Ringvaart bij 9                                    | Beuningen | keramiek    |            |
| 2000      | De blauwe toren                           | Amy van Son                | Ringvaart bij 9                                    | Beuningen | keramiek    |            |
| 2001      | Portico (rotondekunst)                    | Egbert Philips             | Schoenaker/Hadrianussingel                         | Beuningen |             |            |
| 2002–2019 | de Mijmerplaats                           | Gerlinde Habekotté         | De Balmerd (wijk)                                  | Beuningen |             |            |
| 2008      | Fier                                      | Hans Pulles                | Wilhelminalaan                                     | Beuningen | staal       |            |
| 2010      | Courtine                                  | Cor Litjens                | Van Heemstraweg/Notenhof                           | Beuningen |             |            |
| 2011      | Veteranenmonument                         | Harrie Gerritz             | Van Heemstraweg/Klaproosstraat/Pinksterbloemstraat | Beuningen |             |            |
| 2019?     | Koningin Juliana (drie medaillons)        | Ludwig Oswald Wenckebach   | Julianaplein 103                                   | Beuningen |             |            |
| onbekend  | De Kroon (rotondekunst)                   | Hans Pulles                | Wilhelminalaan/Burg. Gerardtslaan                  | Beuningen |             |            |
| onbekend  | Ontluiking                                | Nur Tarim                  | onbekend                                           | Beuningen |             |            |

## Ewijk
| Geplaatst | Omschrijving                               | Kunstenaar                 | Straat                                   | Plaats | Materiaal | Afbeelding |
| --------- | ------------------------------------------ | -------------------------- | ---------------------------------------- | ------ | --------- | ---------- |
| 1961      | Johannes de Doper en Antonius van Padua    | Bart Welten                | Julianastraat 9, (Johannes de Doperkerk) | Ewijk  |           |            |
| 1981      | Knop                                       | Huub en Adelheid Kortekaas | Julianastraat/Directeur Trompstraat      | Ewijk  |           |            |
| 1995      | De Stoel                                   | Claudia Rahayel            | Dijk                                     | Ewijk  |           |            |
| 1997      | You never sit alone                        | Hans Pulles                | De Klef                                  | Ewijk  |           |            |
| 1997      | Flaghouse on the Roundabout (rotondekunst) | Marc Hendriks              | Van Heemstraweg/Julianastraat            | Ewijk  |           |            |
| 1998      | Parapluvrouw                               | Ronald Tolman              | Burg. Sprengerlaan                       | Ewijk  |           |            |
| 2000–2012 | Rivierwachter                              | Nur Tarim                  | Dijk                                     | Ewijk  |           |            |
| 2014      | Phoenix                                    | Nur Tarim                  | Dijk                                     | Ewijk  |           |            |

## Weurt
| Geplaatst | Omschrijving              | Kunstenaar                 | Straat                                                    | Plaats | Materiaal              | Afbeelding |
| --------- | ------------------------- | -------------------------- | --------------------------------------------------------- | ------ | ---------------------- | ---------- |
| 1906      | Sint Jozef met kind       | onbekend                   | Pastoor van der Marckstraat 14, (voorm. Maristenklooster) | Weurt  |                        |            |
| 1970      | Moederschoot              | Huub en Adelheid Kortekaas | Dorpsplein                                                | Weurt  |                        |            |
| 1989      | De Dijk                   | Cor Litjens                | Kerkstraat/De Dijk                                        | Weurt  | staal, aluminiumcement |            |
| 2000      | Tempel van de riviergodin | Amy van Son                | Dijk bij 11/Waalbandijk                                   | Weurt  |                        |            |
| 2010      | Femmeke                   | Ad Merx                    | Rozenburg bij 6                                           | Weurt  |                        |            |

## Winssen
| Geplaatst | Omschrijving                       | Kunstenaar                 | Straat                                              | Plaats  | Materiaal | Afbeelding |
| --------- | ---------------------------------- | -------------------------- | --------------------------------------------------- | ------- | --------- | ---------- |
| 1927      | Heilig Hartbeeld (Christus Koning) | Aloïs De Beule             | Notaris Stephanus Roesstraat                        | Winssen |           |            |
| 1963      | Notaris Stephanus Roes             | Huub en Adelheid Kortekaas | Notaris Stephanus Roesstraat, (Muziekkiosk)         | Winssen |           |            |
| 2000      | Dijkkapel (Dijktempel)             | Huub en Adelheid Kortekaas | Dijk/Notaris Stephanus Roesstraat                   | Winssen |           |            |
| 2011      | Barmhartig meisje                  | Ineke Kaagman              | Leegstraat/Notaris Stephanus Roesstraat             | Winssen | aluminium |            |
| 2017      | Kikker                             | onbekend                   | Notaris Stephanus Roesstraat/Ir. Van Stuivenbergweg | Winssen |           |            |